# Prove You Wrong
Prove You Wrong è il terzo album in studio del gruppo musicale statunitense Prong, pubblicato nel 1991.

## Tracce
1. Irrelevant Thoughts – 2:37
2. Unconditional – 4:45
3. Positively Blind – 2:43
4. Prove You Wrong – 3:31
5. Hell If I Could – 4:00
6. Pointless – 3:07
7. Contradictions – 4:10
8. Torn Between – 3:11
9. Brainwave – 3:01
10. Territorial Rites – 3:31
11. (Get A) Grip (On Yourself) (The Stranglers cover) – 3:05
12. Shouldn't Have Bothered – 2:39
13. No Way to Deny It – 4:41

## Formazione
- Tommy Victor - voce, chitarra
- Troy Gregory - basso, cori
- Ted Parsons - batteria, percussioni, cori
- Mark Dodson - cori